# Prawo de Vaucouleursa
Prawo de Vaucouleursa – zależność pomiędzy jasnością powierzchniową {\displaystyle I} galaktyki eliptycznej w funkcji odległości kątowej {\displaystyle R} od jej centrum, podane przez Gérarda de Vaucouleursa.
{\displaystyle \ln I(R)=\ln I_{0}-kR^{1/4}.}
Definiując Re jako promień półświatła prawo de Vaucouleursa można zapisać też jako:
{\displaystyle \ln I(R)=\ln I_{e}+7.669\left[1-\left({\frac {R}{R_{e}}}\right)^{1/4}\right]}
lub
{\displaystyle I(R)=I_{e}e^{-7.669\left[({\frac {R}{R_{e}}})^{1/4}-1\right]}}
gdzie Ie jest jasnością powierzchniową dla Re. Można to udowodnić poprzez
{\displaystyle \int _{0}^{R_{e}}I(R)rdr={\frac {1}{2}}\int _{0}^{\infty }I(R)rdr.}
Prawo de Vaucouleursa jest szczególnym przypadkiem prawa Sersica, dla indeksu Sersica n=4.